# ارمیستد ال. بوته
ارمیستد ال. بوته (انگلیسی: Armistead L. Boothe؛ ۲۳ سپتامبر ۱۹۰۷ – ۱۴ فوریهٔ ۱۹۹۰) سیاست‌مدار اهل ایالات متحده آمریکا بود.
وی همچنین برندهٔ جوایزی همچون بورسیه رودز شده‌است.